# Lina Marulanda
Lina María Marulanda Cuartas (Medellín, Antioquia; 15 de mayo de 1980-Bogotá, 22 de abril de 2010) fue una modelo, presentadora y empresaria colombiana.

## Biografía
A los 12 años comenzó carrera como modelo en su ciudad natal, Medellín, pero en ese entonces la relación con sus maestras-monjas del colegio Santa María del Rosario se deterioró por causa de su actividad y, poco tiempo después se trasladó al colegio Parra París, donde continuó sus estudios y su actividad de modelo.
Al concluir sus estudios de bachillerato —secundaria—, ingresó a la Universidad Jorge Tadeo Lozano de Bogotá, donde estudió publicidad.
Su debut como presentadora fue en 2001 en el noticiero CM&; posteriormente, ingresó en 2002 a Caracol Noticias, en el cual presentó la emisión de las 07:00 y la sección internacional de la emisión de las 7:00; a partir del 2003, la de farándula y entretenimiento en la emisión de las 7:00, inicialmente junto a la también presentadora y actriz Margarita Ortega, y luego junto a la modelo caleña Adriana Arboleda.
En el mes de diciembre de 2005, pasó a conducir la sección de farándula del Otro Mundo en Caracol Noticias de las 12:30, junto al periodista y presentador Iván Lalinde.
A inicios del año 2007, se le vio en un nuevo rol de presentadora, esta vez conduciendo el reality show Desafío 2007: La guerra de las generaciones del Caracol Televisión. En el mes de julio de ese mismo año, regresó a CM&, realizando informes especiales sobre Colombiamoda 2007 tanto para este noticiero como para la emisora W Radio.
El 24 de julio de este mismo año, Lina comenzó a formar parte formal de la mesa de trabajo de La hora del Regreso de la W Radio, reemplazando a Marcela Sarmiento.
Fue imagen publicitaria de importantes marcas de ropa, alimentos, accesorios, librerías y apareció en importantes revistas como Soho, Don Juan, Cromos, y G.

### Muerte
El jueves 22 de abril de 2010, Lina Marulanda se suicidó al arrojarse desde las pequeñas escaleras de la ventana del baño de su apartamento ubicado en un sexto piso, en Bogotá. En su mano empuñada fue encontrada una estatuilla de la Virgen María. El motivo de su suicidio se ha atribuido a una fuerte depresión. La noticia de su defunción fue confirmada por sus antiguos compañeros de la W Radio y por el CTI de la Fiscalía a las 12:15 del jueves 22 de abril. En W Radio, la actriz Alejandra Azcárate, una de sus mejores amigas, dijo que la presentadora estaba pasando por un momento difícil y que se encontraba bastante triste. Algunas personas allegadas a la familia aseguraron que se encontraba en una profunda depresión a causa del proceso de divorcio con su actual marido, sumado a la crisis que estaba atravesando al perder sus inversiones en una reconocida empresa de joyería y otras preocupaciones de índole familiar.
Minutos antes del hecho, ella se encontraba con sus padres y les dijo a estos que deseaba dormir un momento y les pidió que por favor la dejaran sola. Al parecer, se encerró en el baño de su habitación y fue en ese momento en que se produjeron los hechos. Sus más grandes amigos Iván Lalinde y Alejandra Azcárate, la recuerdan como una mujer fuerte y de carácter, quien no tenía temor de decir lo que pensaba y que de manera inesperada dijo adiós de la forma menos imaginable.
En una reciente entrevista, el actor y productor Lucho Velasco anunció que la vida de Lina será llevada al cine.

## Telenovelas
| Año  | Título               |
| ---- | -------------------- |
| 1999 | Yo soy Betty, la fea |
| 2006 | La ex                |

## Series
| Año  | Título    |
| ---- | --------- |
| 1999 | El Cartel |